# テイラー・ヘンドリックス
テイラー・トーマス・ヘンドリックス（Taylor Thomas Hendricks, 2003年11月22日 - ）は、アメリカ合衆国のプロバスケットボール選手。NBAのユタ・ジャズに所属している。ポジションはパワーフォワード。

## 経歴

### ハイスクール
ノバ・サウスイースタン大学付属高等学校ではスコッティ・バーンズらとチームメイトだった。2年間プレーした後にカルバリー・クリスチャンアカデミーに転校し、3年目、4年目のシーズンに州大会で連覇を達成した。

### リクルート
主要サイトから4つ星評価を受け、セントラルフロリダ大学（UCF）に進学した。他にはフロリダ大学、フロリダ州立大学、ルイジアナ州立大学（LSU）マイアミ大学、アイオワ州立大学からもオファーを受けていた。

### カレッジ
1年目の2022-23シーズンから先発として活躍。ジェイレン・デューレン、プレシャス・アチュワらに並び史上最長タイ記録となる、6週連続でAACの週間最優秀新人に選出された。シーズンでは平均15.1得点、7.0リバウンド、1.7ブロックを記録してオールAACセカンドチーム、AACオールフレッシュマンチームに選出された。その後、2023年のNBAドラフトにアーリーエントリーすることを表明した。

### ユタ・ジャズ
2023年6月22日に行われたNBAドラフトにて1巡目全体9位でユタ・ジャズから指名され、7月2日にジャズとのルーキー契約に合意した。
2024年10月28日のダラス・マーベリックス戦で右腓骨を骨折、右足首を脱臼する怪我を負い、手術のために残りのシーズンを全休することが発表された。

## 個人成績

### NBA

#### レギュラーシーズン
| シーズン | チーム | GP | GS | MPG  | FG%  | 3P%  | FT%  | RPG | APG | SPG | BPG | PPG |
| -------- | ------ | -- | -- | ---- | ---- | ---- | ---- | --- | --- | --- | --- | --- |
| 2023–24  | UTA    | 40 | 23 | 21.4 | .450 | .379 | .793 | 4.6 | .8  | .7  | .8  | 7.3 |
| 2024–25  | UTA    | 3  | 3  | 25.0 | .222 | .250 | .750 | 5.0 | .7  | 1.7 | 1.3 | 4.7 |
| 通算     | 通算   | 43 | 26 | 21.7 | .434 | .368 | .788 | 4.7 | .8  | .8  | .8  | 7.1 |

### カレッジ
| シーズン | チーム | GP | GS | MPG  | FG%  | 3P%  | FT%  | RPG | APG | SPG | BPG | PPG  |
| -------- | ------ | -- | -- | ---- | ---- | ---- | ---- | --- | --- | --- | --- | ---- |
| 2022–23  | UCF    | 34 | 34 | 34.7 | .478 | .394 | .782 | 7.0 | 1.4 | .9  | 1.7 | 15.1 |